# Батман се завръща (компютърна игра)
Играта „Батман се завръща“ за PC DOS се появява през 1992, след излизането на едноименния филм на Тим Бъртън. Разработена от KONAMI и GAME TEK, тази версия се различава от другите игри за Батман. Вместо традиционните екшън-приключения създателите са решили да направят играта куест.

## Историята
Играта започва в Батпещерата, където Батман получава съобщение, че има нападение на Готъм Плаза.
Тъмният Рицар се качва в Батмобила и се насочва към улиците на Готъм. На Готъм Плаза героят влиза в бой с бандата на цирка „Червен Триъгълник“. Въпреки че успява да предотврати
смъртта на много невинни хора, бандитите не спират дотук. На следващия ден, докато кметът дава пресконференция, синът му е отвлечен от член на цирка. Но бандитът е спрян от странен човек пингвин, който се представя за приятел на града. Пингвинът е в съюз с Макс Шрек – властолюбив и богат бизнесмен, притежаващ верига универсални магазини. Никой в Готъм освен Батман не подозира за плана на Пингвина...

## Планът на Пингвина
Внимание:  Текстът по-долу разкрива сюжета на произведението (или части от него)!
Целта на Пингвина (още известен като Озуолд Кобълпот) е отмъщение. Заради неговите деформации, малко след раждането си, Озуолд е хвърлен в каналите от собствените си родители. 33 години по-късно той се завръща, за да отведе първородните синове в Готъм. Пингвинът отвлича Макс Шрек и го принуждава да му помогне да стане кмет на града, като разруши репутацията на кмета. В замяна Макс ще може да построи своята Електроцентрала, която всъщност е огромен кондензатор на енергия. Пингвинът също така се опитва да привлече тайнствената Жена котка на своя страна.
Единственият шанс на Готъм е Батман да разкрие престъпниците преди да е станало късно.

## Вашата цел
Играчът влиза в ролята на Батман. В продължение на няколко дни трябва да се биете със злодеи, да шпионирате, разследвате и намирате доказателства, които ще са достатъчни, за да се изобличи Пингвина. Ще се сблъсквате с Жената котка, ще карате Батмобила и ще се наложи да изпълните мисията си в даден срок от време.

## Управление
Управлението на Батман е много просто. Когато сте в Батпещерата, Батмобила или Бат-скилодката ще имате на разположение курсор, изглеждащ като знака на Батман. Когато елипсата около прилеповия силует стане оранжева, отдолу на екрана ще се изпише надпис, който ви показва къде можете да отидете при кликване на това място.
Когато сте на улиците, по покривите или където и да е другаде, Батман ще се управлява не само с курсора. Ще се използва и коланът на героя. Оттам ще заповядвате на Тъмния рицар да използва различните си високотехнологични приспособления. Също така ще казвате на Батман да се върне в Батмобила или Бат-скилодката и да му казвате колко сила да използа при бой.

## Костюмите и джаджите
В играта Батман има три костюма, всеки от които има по 100% защитна и атакуваща способност. Когато Батман е ранен защитните проценти ще спадат, а когато атакува ще намалят атакуващите проценти. На колана си Рицарят на мрака има индикатор за състоянието на костюма, който носи. Когато индикаторът свети в червено трябва да си смените костюма. Костюмите естествено се сменят в Батпещерата.
В играта могат да се използват различни оръжия и приспособления. Те включват Батаранг, Свръхзвуков батаранг, Бола-Батаранг, Скенер, Универсален ключ, Пистолет с кука, Въже, Гаунлет и Димни бомби. Оръжията ще са ви нужни, за да намирате доказателства.

## Компютърни екрани
В играта често ще се използват компютри. Тук ще намерите описание на компютрите.
Баткомпютърът се намира в Батпещерата. Той има няколко екрана:
Новини – тук могат да се гледат новините. От тях ще научавате къде трябва да отидете.
Доказателства – тук ще въвеждате събраните доказателства и ще ги изучавате.
Видео – тук ще гледате събраните видеокасети.
Биографични данни – тук ще научавате информация за хората, управляващи града, бизнесмени, престъпници и хора, които трябва да наблюдавате.
Опции на играта – оттук нагласяте дали играта да има звук или не.
В Батмобила имате няколко екрана и бутона:
Новини – тук могат да се гледат новините. От тях ще научавате къде трябва да отидете.
Карта на Готъм Сити – оттук ще избирате къде да ходите. При намиране на информация на картата ще се отключват нови места.
Катапултиране – при натискане на този бутон Батман катапултира от Батмобила и се предавате.
В Бат-скилодката използвате само картата. Тук разликата е, че виждате и подземните пътища.

## Ти избираш какво да се случи
Внимание:  Текстът по-долу разкрива сюжета на произведението (или части от него)!
Както във всеки куест играчът решава къде да отиде героят и какво да направи. В зависимост от действията ви се определя как ще се развие играта. Тук дори може да се получи така, че да не стане както във филма. Например цялата игра може да се премине, без дори да се срещнете с Жената котка, дори и да сте събрали достатъчно доказателства, можете да не ги дадете на полицията и да не арестуват Шрек. В такъв случай накрая той умира както във филма. Според KONAMI, дори Ледената принцеса може да бъде спасена. Разговорът с някои от героите може да протече по многобройни начини. Това предоставя възможност за разнообразие всеки път, когато играете играта, но според някои, е грешка това, че не се следва точно историята на филма.

## Главни герои
Батман – Брус Уейн е милиардер, който загубва родителите си – Томас и Марта Уейн, като малко дете. След дълго повече от 5 години обучение и с помощта на верния си иконом Алфред, Уейн се превръща в Батман – защитник на невинните граждани на Готъм Сити.
Пингвина – Озуолд Кобълпот се ражда със странни деформации. Вместо 5 пръста на ръцете той има перки и има странна форма наподобяваща пингвин. Това принуждава родителите му – Тъкър и Естър Кобълпот да го изхвърлят в каналите. 33 години по-късно Озуолд се завръща, като престъпник известен като Пингвина. Неговата цел е да отвлече всички първородни синове на Готъм, за да ги сполети това, което е сполетяло него.
Жената котка – Селина Кайл е тихата и скромна секретарка на Макс Шрек. След като разкрива плана му, тя е бутната през прозорец и всички я мислят за мъртва. Но тя се завръща за да си отмъсти като Жената котка. Тя се раздвоява между доброто и злото в себе си и не знае дали да помогне на Батман или да се присъедини към Пингвина в опит Тъмният рицар да бъде унищожен.
Макс Шрек – богат, влиятелен и властолюбив бизнесмен, собственик на верига универсални магазини. Той е създал проект за Електроцентрала, която да бъде наследството му за неговия син – Чип. Тъй като е доказано, че Готъм има предостатъчно електроенергия, кметът и Брус Уейн не са съгласни със строенето на електроцентралата. По-късно Макс е отвлечен от Пингвина, който го принуждава да му помогне. В това партньорство Шрек намира изгода и се съгласява. Също така убеждава Пингвина да се кандидатира за кмет, с цел след това да построи Електроцентралата си. Докато подготвя документите за бизнес среща на Шрек, секретарката му – Селина Кайл разбира, че тази централа е огромен кондензатор. Шрек я разкрива и я убива. Но Селина се преражда като Жената котка и иска да отмъсти за стореното ѝ.